# Partit Federal de les Filipines
El Partit Federal de les Filipines (en filipí: Partit Federal ng Pilipinas; PFP) és un partit polític de les Filipines.Format el 2018 per l'exsecretari de Reforma Agrària John Castriciones, el partit advoca pel federalisme a les Filipines.

## Història
El Partit Federal de les Filipines es va formar a principis de 2018 i va ser acreditat per la Comissió d'Eleccions (COMELEC) el 5 d'octubre del mateix any.PFP va ser format per l'ex-secretari de Reforma Agrària John Castriciones, un grup que va donar suport a la candidatura del president Rodrigo Duterte a les eleccions presidencials de 2016 i ex membres del PDP-Laban, partit de Duterte. El 2022 es presenta amb Bongbong Marcos com a cap de llista a les eleccions presidencials de 2022. Marcos és fill de l'històric dictador filipí Ferdinand Marcos.

## Posicions polítiques
PFP vol que Filipines es converteixi en un estat federal. El conseller general del partit, George Briones, el descriu com un partit comú i defensa una societat lliure de drogues il·legals, lliure de corrupció, lliure de delinqüència, lliure d'insurrecció i lliure de pobresa. El president del partit, Reynaldo Tamayo Jr., diu que els principis del partit són: humanisme, federalisme patriòtic, socialisme il·lustrat i democràcia directa. També va declarar que valora la dignitat humana i aspirarà a la igualtat entre tots. El lema del partit és "una vida digna de dignitat humana per a tots els filipins".